# ناحیه گرینویل، شهرستان بورا، ایلینوی
ناحیه گرینویل، شهرستان بورا، ایلینوی (به انگلیسی: Greenville Township) یک منطقهٔ مسکونی در ایالات متحده آمریکا است که در شهرستان بورا، ایلینوی واقع شده‌است. ناحیه گرینویل ۳۶۶ نفر جمعیت دارد و ۱۹۲ متر بالاتر از سطح دریا واقع شده‌است.